# Tipos anatomopatológicos de cáncer de mama

Los carcinomas de mama pueden encontrarse en dos formas principales según su origen. Un noventa por ciento, aproximadamente, tienen su origen en el epitelio ductal. El restante diez por ciento, en las células de los acinos glandulares. El primer tipo, además, puede presentarse en formas variadas que suelen clasificarse como subtipos, existiendo distintos tipos de rasgos anatomopatológicos, macroscópicos y microscópicos, que los distinguen. La clasificación puede presentarse como sigue:
Distribución:
- Cuadrante superior externo: 50%;
- Región subareolar: 20%;
- Cuadrantes restantes: 10%;
- Multicentricidad y bilateralidad posible.

## Tipos de cáncer de mama
Tumores no invasores

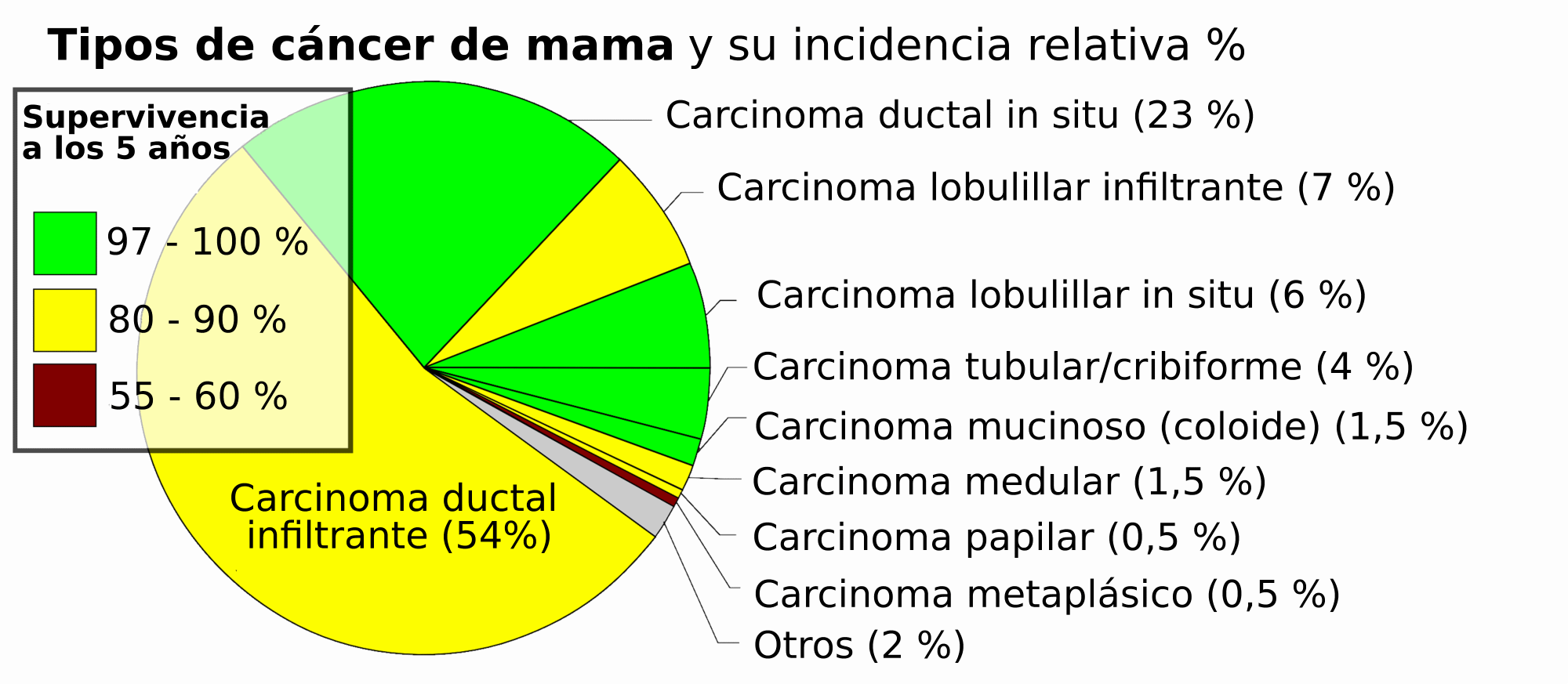
Gráfico circular de incidencia y pronóstico de los tipos de cáncer de mama histopatológico.

- Carcinoma lobulillar 'in situ': multicentricidad en un 70% y bilateralidad en un 40% de los casos. Los lobulillos se encuentran distendidos y llenos completamente por células pequeñas, redondas con pleomorfismo en el núcleo celular y ocasional mitosis y necrosis.
- Carcinoma ductal 'in situ' o carcinoma intraductal: células malignas limitadas solo al epitelio respetando la membrana basal constituido por células mioepiteliales conservadas, pero se puede diseminar por el sistema de ductos mamarios. Subtipos:
  - Comedocarcinoma
  - Enfermedad de Paget del pezón: afecta la epidermis del pezón y la areola por células neoplásicas causando un eczema de pezón. Con el transcurrir del tiempo, se asocia a un cáncer in situ subyacente o a un cáncer ductal infiltrante profundo.
  - Carcinoma 'in situ' cribiforme
  - Carcinoma 'in situ' micropapilar
  - Carcinoma 'in situ' con cancerización lobular

Tumores invasores o infiltrantes
- Carcinoma lobulillar infiltrante: ocurre en un 5-10% de los casos, a menudo multicéntrico y bilateral, células pequeñas monomórficas que tienden a formar filas de una sola célula.
- Carcinoma ductal infiltrante: el más frecuente (65-85%), masa mal circunscrita, dura con trabéculas radiadas dentro de la grasa y áreas de necrosis, hemorragia y degeneración quística.
  - Carcinoma Medular
  - Carcinoma Papilar
  - Carcinoma Coloide
  - Carcinoma Tubular
  - Carcinoma Escirro
  - Carcinoma Inflamatorio
  - Carcinoma Multifocal
  - Carcinoma Multicéntrico
  - Carcinoma Metaplásico
    - Carcinoma de células fusiformes
    - Carcinoma de células escamosas de origen ductal
    - Carcinosarcoma
    - Carcinoma productor de matriz
    - Carcinoma metaplásico con células gigantes osteoclásticas